# فيفيان مشحور
فيفيان مشحور هي مهندسة طب حيويا فلسطينية كندية، وأستاذة لأبحاث الترميم الوظيفي في جامعة ألبرتا بكندا، وزميلة الأكاديمية الكندية للعلوم الصحية والمعهد الأمريكي للهندسة الطبية والبيولوجية.

## حياتها
وُلدت فيفيان مشحور في مدينة القدس بفلسطين وكانت الثانية من بين ثلاثة أبناء. التحقت فيفيان مشحور بجامعة بريغهام يونغ وحصلت منها على درجة بكالوريوس العلوم في الهندسة الكهربائية، ثم حصلت على درجة الدكتوراه من جامعة يوتا. ركزت فيفيان مشحور خلال مسيرتها الجامعية على تعلم الرياضيات والفيزياء وبرمجة الحاسب، ولكنها اختارت متابعة التطبيقات البشرية كمهنة بعد أن أدركت أن مهاراتها يمكن أن تفيد العديد من الأشخاص المقيمين في مناطق تعاني من الصراعات السياسية والحروب، والذين يعانون من إصابات في النخاع الشوكي، لذلك واصلت فيفيان مشحور أبحاث ما بعد الدكتوراه في مجال الطب التأهيلي في جامعة إيموري وعلم الأعصاب في جامعة ألبرتا.

## مسيرتها المهنية
انضمت فيفيان مشحور، بعد حصولها على زمالة ما بعد الدكتوراه، إلى هيئة التدريس في جامعة ألبرتا بسبب التمويل والتفاعل الذي حظيت به أبحاثها متعددة التخصصات التي تزاوج بين مجالي الهندسة وعلم الأعصاب، ثم أشرفت على مختبرين لأبحاث إصابات النخاع الشوكي والأعصاب وهندسة إعادة التأهيل البشري لاستعادة وظيفة الأطراف بعد إصابات النخاع الشوكي. واستطاعت فيفيان مشحور خلال فترة عملها المبكرة في الجامعة أن تشارك في تطوير جهاز يعمل على زيادة الإشارات العصبية الضعيفة إلى الحبل الشوكي للسماح للمصابين بالشلل النصفي بالمشي. ونجحت فيفيان مشحور في الحصول على تمويل من مؤسسة تراث ألبرتا للأبحاث الطبية لدعم أبحاثها لمدة خمس سنوات أثناء انتقال تجاربها من الحيوانات إلى البشر. كان الهدف من تطوير الجهاز هو السماح بالتحفيز الإلكتروني للأعصاب التالفة في الحبل الشوكي لإنتاج حركة عضلية.
تمكنت فيفيان مشحور أيضًا من تطوير نموذج أولي من الملابس الداخلية الإلكترونية الذكية، وهي عبارة عن ملابس داخلية كهربائية مخصصة تساعد على منع تقرحات الضغط أو تقرحات الفراش وضغطات الدورة الدموية الذكية المستمرة لمنع تجلط الدم في الأوردة العميقة ومنع مشاكل الدورة الدموية. وفي عام 2013 شاركت فيفيان مشحور في تأسيس مركز الواجهات العصبية وعلم الأعصاب لإعادة التأهيل لمساعدتها في أبحاثها المتعلقة بقضايا التنقل.
عينت فيفيان مشحور أيضًا مديرةً لشبكة تكنولوجيا إعادة التأهيل التكيفي الحسي الحركي، وكان دورها الإشراف على تطوير الأجهزة الطبية الذكية والتدخلات التأهيلية لتحسين جودة الأداء الوظيفي للأشخاص الذين يعانون من إصابات وأمراض عصبية. ونتيجة لأبحاثها وإنجازاتها الأكاديمية، عُينت فيفيان مشحور أيضًا مستشارةً خاصة في تقنيات التحفيز الكهربائي الوظيفي في مستشفى جلينروز لإعادة التأهيل.
وفي أكتوبر (تشرين الأول) عام 2018 عُينت فيفيان مشحور رئيساً لأبحاث كندا في الترميم الوظيفي لدعم أبحاثها في استعادة القدرة على الحركة للكنديين الذين يعانون من إصابة في النخاع الشوكي. وفي العام الدراسي التالي، اختبرت فيفيان مشحور للزمالة في الأكاديمية الكندية للعلوم الصحية باعتبارها رائدة في مجال تطوير الغرسات الدقيقة لتحفيز الحبل الشوكي لاستعادة الوقوف والمشي بعد الشلل.